# Messagerie
Pour les articles homonymes, voir Messagerie (homonymie).

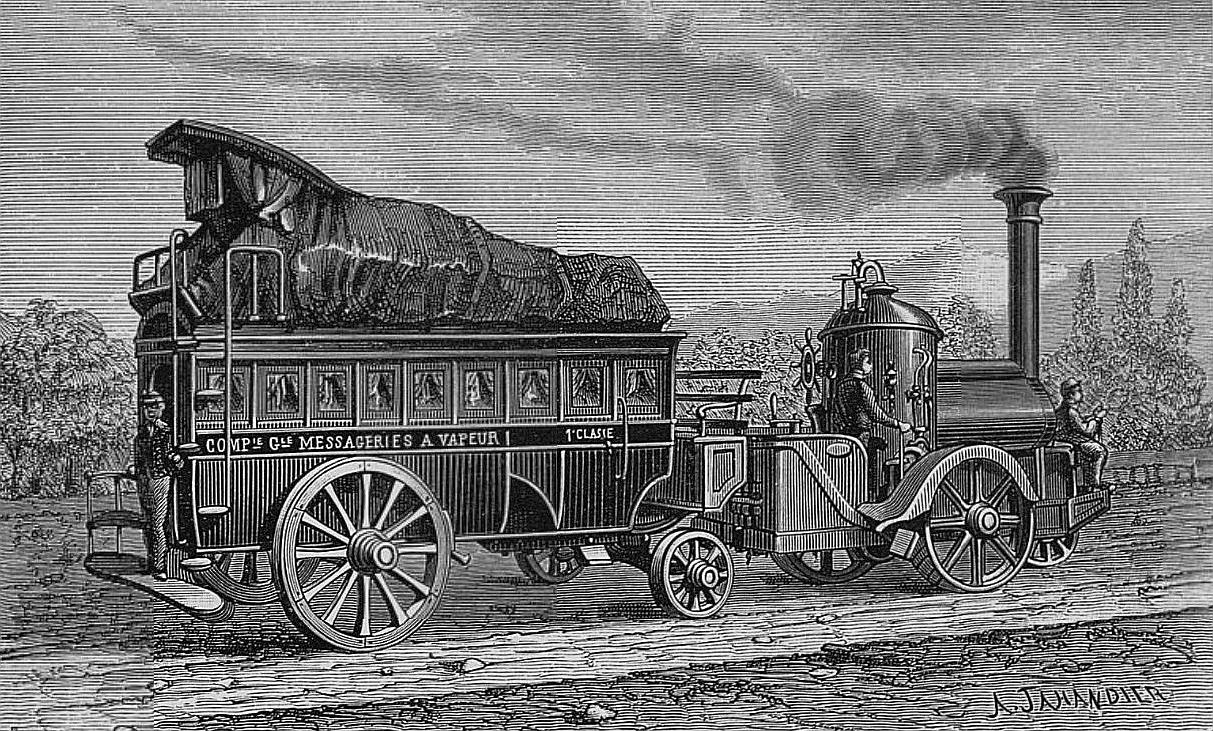
Voiture française des Messageries à vapeur, en 1867.

La messagerie est un mode particulier de transport de marchandises ou de biens non marchands où les objets sont portés directement de l'expéditeur au destinataire final. Sauf cas exceptionnels, les biens transportés sont d'un volume et d'un poids limités. Comme l'indique le nom, le travail historiquement le plus important est le transport de messages mais, de longue date, le transport d'objets fait partie de cette activité.
Bien qu'on puisse supposer des activités proches à époque plus ancienne, la messagerie comme activité structurée est corrélée à l'apparition et à la diffusion de l'écriture, laquelle accompagne ou permet la création de grands États. Sans qu'ils la prennent toujours en charge directement, les États ont de longue date réglementé et cherché à contrôler la distribution des messages et des colis. En Mésopotamie et en Égypte antique par exemple, l'usage et la diffusion de l'écrit étaient une prérogative des souverains.
Les premiers systèmes organisés de messageries semblent apparaître au VIe siècle av. J.-C. dans l'Empire perse où, selon les chroniqueurs Xénophon et Hérodote, Cyrus le Grand crée des courriers à cheval avec un réseau de relais de poste, et vers le même temps en Chine. Au cours de l'Antiquité et du haut Moyen Âge d'autres systèmes de messageries sont créés, parmi lesquels le cursus publicus, bien qu'en Europe, entre la fin de l'Empire romain d'Occident et le XIIe siècle, hors quelques essais non pérennes, notamment sous le règne de Charlemagne il n'y eut plus de système public de messagerie, n'existant que des systèmes privés erratiques, notamment dans le cadre des échanges au sein du clergé. Après cette période le premier système organisé de messagerie fut mis en place par les universités à la fin du XIIe siècle.
En un premier temps certains souverains, notamment les rois de France, s'appuient sur ce réseau des universités pour rétablir un système de messagerie, le clergé recevant une sorte une délégation de service public, à la suite de quoi certains souverains, s'appuyant cette fois sur un réseau informel de relais de postes en cours de structuration, mettent en place des privilèges. Ces relais nouveaux, moyennant redevance, se voient accorder l'exclusivité du transport du courrier et des petits colis. En France cette restauration d'un système public de messageries, ou ferme des voitures, a lieu sous le règne de Charles IX, complétée par Henri III en 1576 avec la création de messageries royales.

## Messagerie et poste
Si les deux activités sont différentes, la mise en place de services de messagerie sur un territoire important requérant plusieurs jours de transport, que les déplacements se fassent à pied, en voiture ou à cheval, nécessite des lieux de repos ou de relais. La mise en place d'un système de diffusion rapide sur un vaste territoire nécessite en outre des postes accueillant des messagers ou des chevaux, d'où la création d'un système de relais de poste.
Durant l'Antiquité, sauf pour les messagers privés qui ne concernent qu'une faible part de la population la mise en œuvre de ces systèmes est le fait des États, et la complémentarité des deux activités est assurée. La restauration de tels systèmes à la fin du Moyen Âge et à l'époque moderne sépare les deux activités et met en concurrences plusieurs services. Le cas de la France est assez représentatif de ce point de vue.
Le premier service régulier de messagerie est celui des voituriers des universités tout à la fin du XIIe siècle, qui peut s'appuyer sur le réseau dense des établissements ecclésiastiques comme relais de poste. Assez vite ils étendent leurs activités et servent de messagerie pour un public laïc. De par leur utilité ils obtiennent des privilèges mais surtout une exemption, le droit de libre circulation qui les exonère de tout péage.
Assez vite après commencent à se mettre en place des services privés de transport de personnes et de biens, sur lesquels le pouvoir royal va s'appuyer plus tard pour créer un service public de messagerie au XVIe siècle, sous le règne de Charles IX, ce qui a pour double effet de libérer le pouvoir séculier d'un service rempli par l'Église, et de lui apporter des ressources fiscales par attribution de privilèges contre redevance. En 1576, son successeur Henri III crée par édit les messageries royales qui dans leur structure et leur rôle correspondent assez au cursus publicus et dans leur fonctionnement entrent directement en concurrence avec les messagers de l'Université.
Au cours du siècle et demi suivant, si les trois systèmes de messagerie, clérical, royal et privé, subsistent et pour partie sont en concurrence, le système des fermes de voitures se structure et s'unifie progressivement sous l'égide d'une administration des postes puis, au début du XVIIIe siècle, les deux services sont réunis, notamment les messageries des universités sont rattachées à l'administration et doivent à partir de 1719 acquitter une redevance. Comme souvent sous l'Ancien Régime, il existe une série de dérogations, et ce n'est qu'en 1775 que l'ensemble des services de messagerie et de poste sera vraiment unifié, par un arrêt du Conseil royal en date du 7 août.